# Лидс (Алабама)
Лидс (енгл. Leeds) град је у америчкој савезној држави Алабама. По попису становништва из 2010. у њему је живело 11.773 становника.

## Демографија
Према попису становништва из 2010. у граду је живело 11.773 становника, што је 1.318 (12,6%) становника више него 2000. године.
| Група             | 2000.         | 2010.         |
| Белци             | 8.487 (81,2%) | 9.026 (76,7%) |
| Афроамериканци    | 1.663 (15,9%) | 1.688 (14,3%) |
| Азијати           | 50 (0,5%)     | 69 (0,6%)     |
| Хиспаноамериканци | 140 (1,3%)    | 774 (6,6%)    |
| Укупно            | 10.455        | 11.773        |